# Ротерем
Ро́терем (англ. Rotherham, о файле/ˈrɒð(ə)rəm/) — город в графстве Саут-Йоркшир (Англия), административный центр района Ротерем.
Город расположен у места слияния рек Ротер (англ.) и Дон. В городе и его пригородах проживает 257 тысяч человек (согласно переписи 2011 года (англ.)). Ротерем находится в 10 километрах от центра Шеффилда и входит в агломерацию Шеффилд.
В городе развито производство стали, сельскохозяйственной техники.

## История
Несмотря на наличие нескольких поселений на территории современного города, он был основан лишь в начале Средних веков. Его название образовано от староанглийского hām (дом, владение) и названия реки Rother. Город был основан в качестве одного из ключевых саксонских рыночных городов на римской дороге вблизи бродов на реке Дон.
К концу саксонского периода Ротерем был центром большого прихода, расположенного на обеих сторонах реки.
В 1480-х годах Архиепископ Йоркский, Томас Ротерем, происходивший из города настоял на постройке Колледжа Иисуса (англ., англ. The College of Jesus), где изучались теология, пение, грамматика, письменность. Колледж был разрушен в середине 16 века, но дал название улице.
С римских времён в городе занимались добычей и обработкой железа. Местные железо и сталь высоко ценились за прочность. Например, здесь делали корабельные орудия, в том числе для HMS Victory. Железная промышленность города сохранилась и после индустриальной революции. В начале 19 века здесь открылись многочисленные предприятия по обработке железа: Effingham Ironworks (Yates, Haywood & Co), Parkgate Ironworks и другие.
С 1751 года развивалась стекольная промышленность. Beatson Clark & Co экспортировала медицинские стеклянные ёмкости в различные страны.
Традиционная индустрия города — изготовление муки из зерна.
В 2007 году город был сильно затоплен (Наводнение в Великобритании летом 2007 года).
В том же году начал проект городской регенерации «Rotherham Renaissance».
В августе 2014 года город оказался в центре скандала, связанного с сексуальной эксплуатацией детей. За период 1997—2013 годов пострадало, по некоторым оценкам, 1400 детей (в основном белых девочек-подростков, ставших жертвами банд пакистанского происхождения).

## Население
| Данные по боро Ротерем 1801–1891                               | Данные по боро Ротерем 1801–1891 | Данные по боро Ротерем 1801–1891 | Данные по боро Ротерем 1801–1891 | Данные по боро Ротерем 1801–1891 | Данные по боро Ротерем 1801–1891 | Данные по боро Ротерем 1801–1891 | Данные по боро Ротерем 1801–1891 | Данные по боро Ротерем 1801–1891 | Данные по боро Ротерем 1801–1891 | Данные по боро Ротерем 1801–1891 |
| Год                                                            | 1801                             | 1811                             | 1821                             | 1831                             | 1841                             | 1851                             | 1861                             | 1871                             | 1881                             | 1891                             |
| -------------------------------------------------------------- | -------------------------------- | -------------------------------- | -------------------------------- | -------------------------------- | -------------------------------- | -------------------------------- | -------------------------------- | -------------------------------- | -------------------------------- | -------------------------------- |
| Население                                                      | 17,191                           | 18,283                           | 20,872                           | 23,024                           | 27,635                           | 31,386                           | 47,728                           | 64,070                           | 80,412                           | 95,602                           |
| Ист: Vision of Britain – Rotherham District: Total Population. |                                  |                                  |                                  |                                  |                                  |                                  |                                  |                                  |                                  |                                  |

| Данные по боро Ротерем 1901–2001                                  | Данные по боро Ротерем 1901–2001 | Данные по боро Ротерем 1901–2001 | Данные по боро Ротерем 1901–2001 | Данные по боро Ротерем 1901–2001 | Данные по боро Ротерем 1901–2001 | Данные по боро Ротерем 1901–2001 | Данные по боро Ротерем 1901–2001 | Данные по боро Ротерем 1901–2001 | Данные по боро Ротерем 1901–2001 | Данные по боро Ротерем 1901–2001 | Данные по боро Ротерем 1901–2001 |
| Год                                                               | 1901                             | 1911                             | 1921                             | 1931                             | 1941                             | 1951                             | 1961                             | 1971                             | 1981                             | 1991                             | 2001                             |
| ----------------------------------------------------------------- | -------------------------------- | -------------------------------- | -------------------------------- | -------------------------------- | -------------------------------- | -------------------------------- | -------------------------------- | -------------------------------- | -------------------------------- | -------------------------------- | -------------------------------- |
| Население                                                         | 119,915                          | 150,415                          | 167,223                          | 185,926                          | 197,005                          | 208,799                          | 225,305                          | 243,118                          | 250,340                          | 254,937                          | 248,176                          |
| Source: Vision of Britain – Rotherham District: Total Population. |                                  |                                  |                                  |                                  |                                  |                                  |                                  |                                  |                                  |                                  |                                  |

## Города-побратимы
- Забже, Польша (2007)[10]
- Клуж-Напока, Румыния (октябрь 2006)[11]
- Риза, Германия
- Сен-Кантен, Франция
- Шэньчжэнь, Китай